# 大島畠田遺跡
大島畠田遺跡（おおしまはたけだいせき）は、宮崎県都城市金田町にある平安時代の集落遺跡。国の史跡に指定されている（指定名称は「大島畠田遺跡 附郡元西原遺跡」）。

## 史跡指定の経緯
本遺跡所在地では、緑資源公団による圃場整備事業が計画されており、それに先立って1994年から翌年にかけて試掘調査を実施したところ、古代遺跡の存在が確認された。その後1998年に再度確認調査が実施された。これを受けて、1999年、宮崎県教育委員会を事業主体として、宮崎県埋蔵文化財センターによる本格的な発掘調査が実施された。その結果、この遺跡は大型建物を中心とする、平安時代の地域の有力者の邸宅跡であることが判明。県教委は緑資源公団と協議し、遺跡を含む2.5ヘクタールを圃場整備事業区域から除外することとなった。遺跡は、2002年3月19日に19444.25平方メートルが国の史跡に指定され、2004年2月27日に5,550.77平方メートルが追加指定されている。

## 遺跡の位置
遺跡の所在地は、都城盆地のほぼ中央、大淀川と庄内川の合流点付近に形成された沖積地の微高地である。標高は133メートル前後、西に位置する大淀川の氾濫原との比高差は1.5メートルほどである。
屋敷地は確認されている範囲で、南北65メートル、東西が60メートル＋αにわたっている。北から南へ下る傾斜面の微高地の北端、周囲より高いところに掘立柱の大型建物、その南に池状遺構があり、敷地南端は門、柵列、区画溝で区画されていた。敷地の東は南北45メートル、東西30メートル、深さ1.4メートルの、自然地形の窪地がある。遺構はこの窪地に平行して存在し、窪地をまたぐ遺構がないことから、東側はこの窪地が境をなしていたことがわかる。敷地西端は削平されていて不明だが、西方にさほど大きくは広がっていなかったとみられる。敷地北端はこれまでの調査では明確になっていない。

## 遺構
遺構は、掘立柱建物跡が35棟（北端の大型建物(SB1)と、池の中島に建つ方一間の建物(SB35)を含む）、土坑が調査されたものだけで25か所、溝状遺構が30数か所、道状遺構が1か所、前述の池状遺構が1か所、前述の南面の区画施設（門1、区画溝1、柵列2）などが確認されている。掘立柱建物跡は、新旧の建物跡が重複している箇所があり、重複の様子や建物の中心軸の傾き具合などから、4期ないし5期に分かれ、早いものは9世紀後半から10世紀前半、時代の下るものは12世紀前後の建物跡である。
大型建物は、桁行5間、梁間2間の身舎の外側に、四面庇をめぐらし、庇のさらに外側には径の小さい柱穴の列があって、これは孫庇または縁を設けた跡とみられる。実長は身舎部分が11.9×5.6メートル、孫庇（縁）まで含めると20.3×14.3メートル、面積290平方メートルの規模である。身舎の柱穴は径1メートルを超えている。
大型建物の南にある池状遺構については、人工的に掘ったものではあるが、池だったという確証はなく、科学的調査の結果では、雨天のとき以外は水はなかった可能性が指摘されている。東西19メートル、南北21メートルの不整方形で、中央部に地山を掘り残し、中島のようになっていた。河原石が多数出土することから、中島は石敷きだったとみられる。この池が埋没した後、元の中島を囲むように、「コ」の字形の溝が掘り直されている。これは一辺10メートル、幅2.5メートルで、大型建物に面した北側が開いた「コ」の字形に掘られていた。元の中島の部分には方一間の掘立柱建物があり、堂か社のような信仰施設であったと推定される。
遺跡からは土師器、須恵器のほか、緑釉陶器、灰釉陶器、越州窯系青磁、白磁などが多数出土しており、「春」「泉」などの文字が書かれた墨書土器もある。

## 遺跡の特色
当遺跡は、南九州では最大規模の大型建物の存在からみて、この地方の有力者の邸宅であったとみられる。敷地南端に立っていた門は、主柱の前後に控柱2本ずつを立てる四脚門という形式だが、この形式の門を建てられるのは、平安京では大臣以上に限られていた。出土品には施釉陶器や貿易陶磁器が多数含まれるが。これは当時一般の人々が手にすることのできなかったものである。土師器の坏も多数出土しているが、これらはおもに酒宴で用いられ、宴が終わった後には廃棄されていたもので、大人数を招いての宴会が開かれていたことが想像される。
この邸宅が営まれた9世紀後半は、律令国家の変容とともに、各地で在地の豪族が強大化する時期にあたっている。当遺跡は平安時代の南九州における、在地の有力者の邸宅の状況を具体的に示すものとして貴重である。

## 文化財

### 国の史跡
- 大島畠田遺跡 附郡元西原遺跡
2002年（平成14年）3月19日指定、2004年（平成16年）2月27日に史跡範囲の追加指定。
2024年（令和6年）10月11日、郡元西原遺跡の追加指定のうえで「大島畠田遺跡 附 郡元西原遺跡」への名称変更[10][11]。